# NGC 6912
NGC 6912 في الفهرس العام الجديد، هي مجرة، تقع في كوكبة الجدي (كوكبة). اكتشفت في 14 أغسطس 1881 بواسطة إدوارد إس هولدن.

## روابط خارجية
- NGC 6912 على موقع ويكي سكاي: DSS2, SDSS, GALEX, IRAS, Hydrogen α, X-Ray, Astrophoto, Sky Map, Articles and images